# Cleistanthus glandulosus
Cleistanthus glandulosus är en emblikaväxtart som beskrevs av Eugene Jablonszky. Cleistanthus glandulosus ingår i släktet Cleistanthus och familjen emblikaväxter. IUCN kategoriserar arten globalt som sårbar. Inga underarter finns listade i Catalogue of Life.